# Запах женщины (фильм, 1974)
«Аромат женщины» (итал. Profumo di donna) — фильм итальянского режиссёра Дино Ризи. Экранизация произведения Джованни Арпино «Il buio e il miele» (итал. Мрак и мёд). Приз МКФ и премия «Сезар».

## Сюжет
Молодому рядовому поручено сопровождать слепого капитана Фаусто (Гассман) в поездке в Неаполь. Несмотря на свою слепоту, капитан все ещё остаётся большим любителем женщин. Фаусто по-прежнему неотразим, а запах женщины для него значит куда больше, чем для других соблазнителей. Он прекрасно ориентируется в пространстве. У него своя идеология сильной в любых обстоятельствах личности. Но за показной бравадой героя видна неутолённая потребность в человеческом тепле и настоящей любви…

## В ролях
| Актёр            | Роль              |
| ---------------- | ----------------- |
| Витторио Гассман | Фаусто Консоло    |
| Алессандро Момо  | Джованни Бертацци |
| Агостина Белли   | Сара              |
| Мойра Орфей      | Мирка             |
| Ториндо Бернарди | Винченцо          |
| Альваро Виталии  | Витторио          |

## Награды
- За свою игру Витторио Гассман получил приз МКФ в Канне.
- «„Давид“ Донателло» и «Серебряная лента» за лучшую мужскую роль, «„Давид“ Донателло» за режиссуру, «Сезар» за лучший иностранный фильм во Франции в 1975 году.
- Оскар, 1976 год. Номинации (2): Лучший адаптированный сценарий, Лучший фильм на иностранном языке —  Италия.
- Каннский кинофестиваль, 1975 год Победитель (1): Серебряная премия за лучшую мужскую роль (Витторио Гассман)
- Номинация на «Золотую пальмовую ветвь».